# 特特拉尼鄉
45°0′N 25°17′E / 45.000°N 25.283°E
特特拉尼鄉（羅馬尼亞語：Comuna Tătărani, Dâmbovița），是羅馬尼亞的鄉份，位於該國南部，由登博維察縣負責管轄，面積64平方公里，海拔高度345米，2007年人口5,501，人口密度每平方公里86人。